# Piazza Santa Croce
La Piazza Santa Croce est l'une des places historiques de Florence, qui fut le lieu, depuis le Moyen Âge, du déroulement du calcio storico florentin. Elle est aussi un lieu prisée de la jeunesse florentine, qui, les beaux jours arrivants, aiment à y passer des heures pendant leur soirée[réf. souhaitée].
La basilique Santa Croce placée à l'est de la place, lui donne son nom.
Le Palazzo Cocchi-Serristori, lui fait face, côté ouest, avec, devant, la fontaine homonyme, la Fontana di piazza Santa Croce.
Le palazzo dell'Antella domine la face sud de la place, avec ses décorations d'art grotesque qui ornent toute sa façade.
Du côté nord du parvis de la basilique, sur le haut des marches à gauche, trône la statue de Dante Alighieri par Enrico Pazzi (1865).

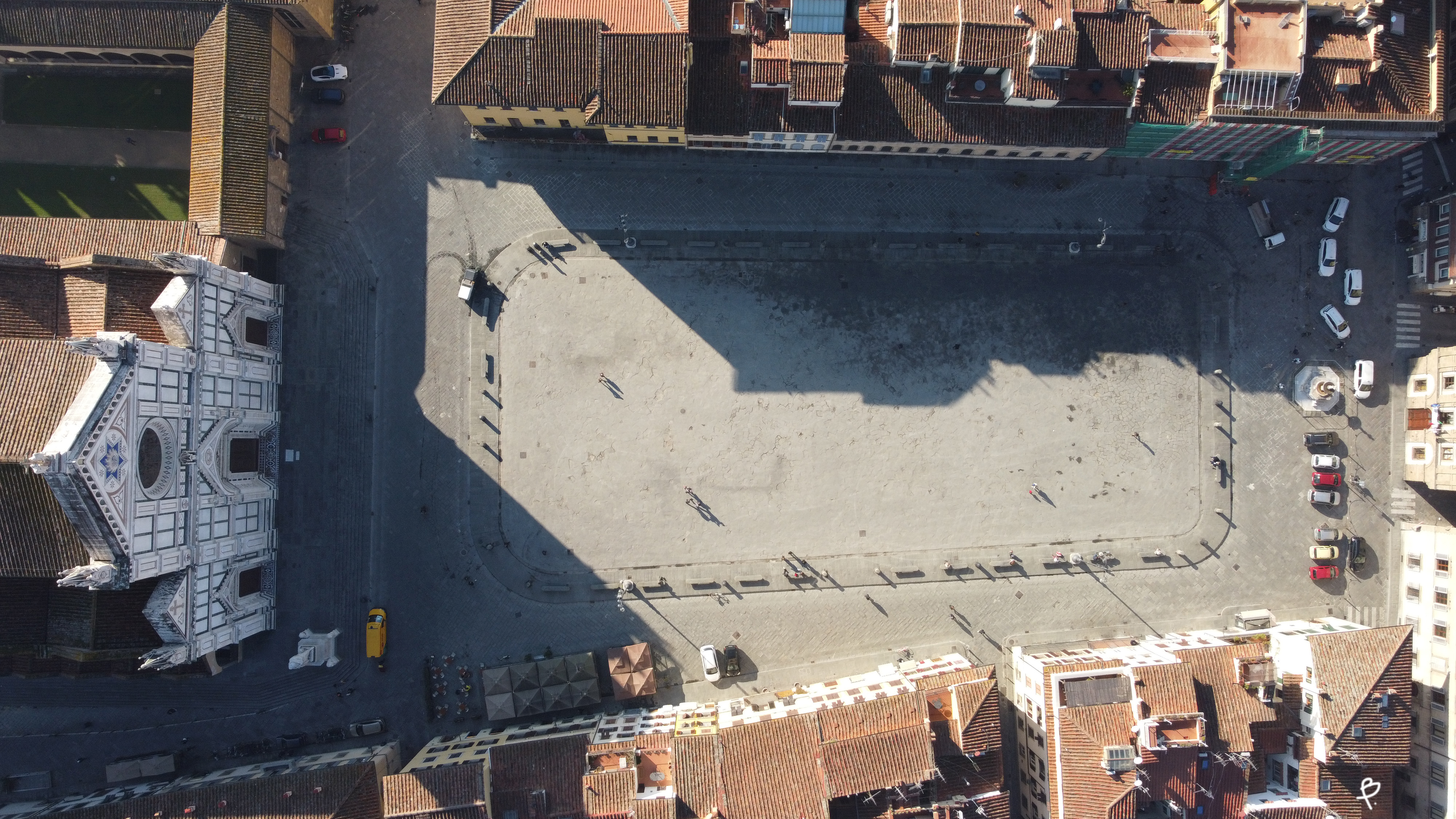
Un point de vue unique sur la Piazza Santa Croce de Florence.